# Lista över avsnitt av Lost
Detta är en avsnittslista för den amerikanska TV-serien Lost som sändes på ABC från 22 september 2004 till 23 maj 2010, men som även har visats i flera andra länder på flera olika kanaler. Serien sändes även med svenska undertexter på TV4 från 2 februari 2005.

## Säsong 1 - 2004-2005
| Nr | Titel                                    | Regissör         | Författare                                         | Premiär           | Med svensk text   |
| --- | ---------------------------------------- | ---------------- | -------------------------------------------------- | ----------------- | ----------------- |
| 1 - 101 | "Pilot Lost #Part 1"                     | J.J. Abrams      | J.J. Abrams Damon Lindelof Jeffrey Lieber          | 22 september 2004 | 2 februari 2005   |
| Oceanic Airlines flight 815, ett passagerarplan på väg från Sydney till Los Angeles, bryts av på mitten och havererar på en till synes obebodd tropisk ö. Under första natten hörs mystiska vrål ifrån djunglen och träd knäcks och kastas iväg. På morgonen går Jack, Kate och Charlie in i djungeln för att leta reda på cockpiten så de kan få tag på en sändare och skicka iväg en nödsignal. |                                          |                  |                                                    |                   |                   |
| 2 - 102 | "Pilot Lost #Part 2"                     | J.J. Abrams      | J.J. Abrams Damon Lindelof Jeffrey Lieber          | 29 september 2004 | 9 februari 2005   |
| Sayid reparerar sändaren och försöker skicka iväg en nödsignal, men får istället in en mystisk fransk sändning. Sawyer skjuter en isbjörn i djungeln. |                                          |                  |                                                    |                   |                   |
| 3 - 103 | "Tabula Rasa"                            | Jack Bender      | Damon Lindelof                                     | 6 oktober 2004    | 16 februari 2005  |
| I ett försök att rädda sheriffens liv upptäcker Jack hemligheter om Kates förflutna. Michael säger åt sin son Walt att hålla sig borta ifrån Locke som tror att han är "speciell". |                                          |                  |                                                    |                   |                   |
| 4 - 104 | "Walkabout"                              | Jack Bender      | David Fury                                         | 13 oktober 2004   | 23 februari 2005  |
| När planets förråd av mat tar slut, erbjuder sig Locke att ge sig ut i djungeln och jaga vildsvin. Under tiden bestämmer sig Claire och Sayid för att ordna en minnesstund för de som dog i flygkraschen. |                                          |                  |                                                    |                   |                   |
| 5 - 105 | "White Rabbit"                           | Kevin Hooks      | Christian Taylor                                   | 20 oktober 2004   | 2 mars 2005       |
| Jack är uttorkad och lider av sömnbrist, men måste besluta om han vill leda överlevarna. Samtidigt jagar han hallucinationer av sin avlidne pappa, Christian Shephard. |                                          |                  |                                                    |                   |                   |
| 6 - 106 | "House of the Rising Sun"                | Michael Zinberg  | Javier Grillo-Marxuach                             | 27 oktober 2004   | 9 mars 2005       |
| Sun avslöjar en chockerande hemlighet för Michael efter att han blivit attackerad av Jin. Samtidigt får Locke reda på Charlies drogberonde. Överlevarna argumenterar om ifall de ska stanna vid stranden eller flytta till grottorna. |                                          |                  |                                                    |                   |                   |
| 7 - 107 | "The Moth"                               | Jack Bender      | Jennifer Johnson Paul Dini                         | 3 november 2004   | 16 mars 2005      |
| Charlie får hjälp av Locke med att kämpa emot sitt drogmissbruk |                                          |                  |                                                    |                   |                   |
| 8 - 108 | "Confidence Man"                         | Tucker Gates     | Damon Lindelof                                     | 10 november 2004  | 23 mars 2005      |
| I Confidence Man får vi reda på att Sawyer ägnade sig åt att lura folk på pengar innan han hamnade på ön. Dessutom bär han på en mörk hemlighet som Kate är på spåren. Dessutom får Shannon ett astmaanfall. Dessvärre har Sawyer den enda inhalatorn på ön så Sayid tvingas ta till riktigt otrevliga metoder för att få honom att lämna över den. |                                          |                  |                                                    |                   |                   |
| 9 - 109 | "Solitary"                               | Greg Yaitanes    | David Fury                                         | 17 november 2004  | 30 mars 2005      |
| Sayid blir fångad i en fälla av en mystisk kvinna. Hon binder honom i en bunker och förhör honom om en Alex. Sayid stjäler ett gevär och anteckningar hon gjort om ön och smiter sedan från bunkern medan kvinnan är borta. I en tillbakablick får Sayid i uppdrag att tortera en kvinna tills hon svarar på deras frågor. Sayid upptäcker att kvinnan är Nadia, en barndomsvän. |                                          |                  |                                                    |                   |                   |
| 10 - 110 | "Raised by Another"                      | Marita Grabiak   | Lynne E. Litt                                      | 1 december 2004   | 6 april 2005      |
| Claire vaknar upp ur mardrömmar två nätter i rad. I en tillbakablick tar Claire ett graviditetstest med hjälp av sin pojkvän, Thomas, och det är positivt. Thomas lugnar henne och säger att allt kommer att bli bra och de ska kommer att vara bra föräldrar. Claire går till ett medium som vet att hon är gravid, men blir upprörd och vägrar att tala om för Claire vad han "såg" när han läste henne. En dag när Thomas kommer hem berättar han för Claire att han lämnar henne och säger att han inte är redo för att ta ansvar. En illa sårad Sayid Jarrah återvänder till lägret och berättar för andra om Danielle Rousseau, och att det finns andra människor på ön förutom de överlevande från planet. Hurley avslöjar för Jack att en av de överlevande inte finns med på flygplanets manifest. |                                          |                  |                                                    |                   |                   |
| 11 - 111 | "All the Best Cowboys Have Daddy Issues" | Stephen Williams | Javier Grillo-Marxuach                             | 8 december 2004   | 13 april 2005     |
| Jack kommer inte överens med sin pappa. |                                          |                  |                                                    |                   |                   |
| 12 - 112 | "Whatever the Case May Be"               | Jack Bender      | Damon Lindelof Jennifer Johnson                    | 5 januari 2005    | 20 april 2005     |
| 13 - 113 | "Hearts and Minds"                       | Rod Holcomb      | Carlton Cuse Javier Grillo-Marxuach                | 12 januari 2005   | 29 april 2005     |
| 14 - 114 | "Special"                                | Greg Yaitanes    | David Fury                                         | 19 januari 2005   | 11 maj 2005       |
| Claire som varit försvunnen en tid, dyker plötsligt upp på stranden, springande ut från djungeln. |                                          |                  |                                                    |                   |                   |
| 15 - 115 | "Homecoming"                             | Kevin Hooks      | Damon Lindelof                                     | 9 februari 2005   | 18 maj 2005       |
| 16 - 116 | "Outlaws"                                | Jack Bender      | Drew Goddard                                       | 16 februari 2005  | 25 maj 2005       |
| 17 - 117 | "…In Translation"                        | Tucker Gates     | Javier Grillo-Marxuach Leonard Dick                | 23 februari 2005  | 1 juni 2005       |
| 18 - 118 | "Numbers"                                | Dan Attias       | Brent Fletcher David Fury                          | 2 mars 2005       | 1 juni 2005       |
| 19 - 119 | "Deus Ex Machina"                        | Robert Mandel    | Carlton Cuse Damon Lindelof                        | 30 mars 2005      | 24 augusti 2005   |
| 20 - 120 | "Do No Harm"                             | Stephen Williams | Janet Tamaro                                       | 6 april 2005      | 31 augusti 2005   |
| 21 - 121 | "The Greater Good"                       | David Grossman   | Leonard Dick                                       | 4 maj 2005        | 7 september 2005  |
| 22 - 122 | "Born to Run"                            | Tucker Gates     | Edward Kitsis Adam Horowitz Javier Grillo-Marxuach | 11 maj 2005       | 14 september 2005 |
| 23 - 123 | "Exodus #Part 1"                         | Jack Bender      | Damon Lindelof Carlton Cuse                        | 18 maj 2005       | 21 september 2005 |
| 24 - 124 | "Exodus #Part 2"                         | Jack Bender      | Damon Lindelof Carlton Cuse                        | 25 maj 2005       | 28 september 2005 |
| 25 - 125 | "Exodus #Part 2"                         | Jack Bender      | Damon Lindelof Carlton Cuse                        | 25 maj 2005       | 5 oktober 2005    |

## Säsong 2 - 2005-2006
| Nr | Titel                              | Regissör          | Författare                            | Premiär           | Med svensk text  |
| --- | ---------------------------------- | ----------------- | ------------------------------------- | ----------------- | ---------------- |
| 26 - 201 | "Man of Science, Man of Faith"     | Jack Bender       | Damon Lindelof                        | 21 september 2005 | 12 oktober 2005  |
| Ingången till luckan är öppen och Locke vill genast undersöka vad som döljer sig därunder, medan Jack vill vänta till soluppgången. Kate påpekar att det står "Karantän" på insidan av den bortsprängda luckan. Samtidigt är Hurley och Charlie på väg tillbaka till lägret medan Shannon och Sayid letar i djungen efter Vincent, Walts hund. I tillbakablicken visas hur Jack möter sin blivande fru, Sarah, för första gången, hon tas in på akuten där Jack arbetar, efter en våldsam bilkrasch. Jack försöker rädda Sarah men på grund av ryggmärgsskador lyckas han inte återställa full kroppsfunktionalitet i hennes underkropp. Senare ser vi Jack löpträna en mörk kväll på en tom men upplyst idrottsarena i Los Angeles. Här träffar han en annan löpare som heter Desmond som säger att han tränar för en jordenrunt-segling. När Jack återvänder till Sarahs sjukhussal upptäcker han att hon mirakulöst tillfrisknat. |                                    |                   |                                       |                   |                  |
| 27 - 202 | "Adrift"                           | Stephen Williams  | Steven Maeda Leonard Dick             | 28 september 2005 | 19 oktober 2005  |
| 28 - 203 | "Orientation"                      | Jack Bender       | Javier Grillo-Marxuach Craig Wright   | 5 oktober 2005    | 26 oktober 2005  |
| 29 - 204 | "Everybody Hates Hugo"             | Alan Taylor       | Edward Kitsis Adam Horowitz           | 12 oktober 2005   | 2 november 2005  |
| Hurley smygäter av matförrådet i det underjordiska utrymmet då han skall räkna ut hur de ska få maten att räcka. Hurley tar hjälp av Rose och säger till henne att han är orolig för att han blir den mest hatade mannen på ön på grund av hans nya uppdrag. Så han håller tyst om innehållet i underjorden. Han säger det inte ens till sin vän Charlie, som "grillar" honom på information. I en tillbakablick ser man Hurley hålla tyst om sin lotterivinst för sin bästa kompis av rädsla för att situationen ska förändras. Hans vänner säger upp sig från sina jobb på snabbmatsrestaurang, och Hurley vet att allt kommer att vara förlorat om han berättar om pengarna. Han får vännen att lova att inget någonsin ska förändras mellan dem, men hans bästa kompis blir chockad när han får höra talas om Hurleys lotterivinst. På andra sidan ön får Sawyer, Jin och Michael komma upp ur sin håla där de varit fångar, då de andra överlevande bestämt sig för att lita på dem. Men den fientliga stämningen mellan Ana Lucia och Sawyer består eftersom han har svårt att acceptera hennes auktoritet. De andra överlevande satt i den bakre delen av flygplanet, 23 av dem överlevde haveriet, men nu återstår endast fem, bland dem finns Roses man Bernard. Jin, Michael och Sawyer förs till en bunker där de från bakre delen av planet bott sedan haveriet. Man påbörjar diskussioner om vad man nu ska göra. På stranden kräver Charlie att Locke berättar vad som finns under luckan och Locke fer till slut med sig. Charlie ber Hurley om jordnötssmör till Claire, men Hurley kan inte ge honom det. Charlie blir arg och Hurley blir "öns mest hatade man". Under en promenad vid stranden hittar Claire flaskpost som de överlevande sände med Michaels flotte. Hon befarar det värsta, berättar det för Sun och ber henne att bestämma vad de ska göra med den. Sun bestämmer sig för att hålla tyst för de andra om nyheten, och hon gräver ner flaskan i sanden. I underjorden undersöker Sayid och Jack de tjocka betongväggarna, och de tycker att det liknar Tjernobyl. Sayid tror att någon velat gömma något. Plötsligt hör de ljudet från en dusch. Kate har tagit schampo från lagret för att duscha. Hurley hämtar dynamit för att spränga matförrådet och därmed "lösa" matproblemet, men Rose hindrar honom. Hurley bestämmer sig sedan för att inte ransonera maten utan dela ut den till alla med en gång. Rose gömmer en chokladkaka till Bernard, då hon hoppas att han fortfarande lever. |                                    |                   |                                       |                   |                  |
| 30 - 205 | "...And Found"                     | Stephen Williams  | Carlton Cuse Damon Lindelof           | 19 oktober 2005   | 16 november 2005 |
| 31 - 206 | "Abandoned"                        | Adam Davidson     | Elizabeth Sarnoff                     | 9 november 2005   | 23 november 2005 |
| 32 - 207 | "The Other 48 Days"                | Eric Laneuville   | Damon Lindelof Carlton Cuse           | 16 november 2005  | 30 november 2005 |
| 33 - 208 | "Collision"                        | Stephen Williams  | Javier Grillo-Marxuach Leonard Dick   | 23 november 2005  | 25 januari 2006  |
| 34 - 209 | "What Kate Did"                    | Paul Edwards      | Steven Maeda Craig Wright             | 30 november 2005  | 1 februari 2006  |
| 35 - 210 | "The 23rd Psalm"                   | Matt Earl Beesley | Carlton Cuse Damon Lindelof           | 11 januari 2006   | 8 februari 2006  |
| 36 - 211 | "The Hunting Party"                | Stephen Williams  | Elizabeth Sarnoff Christina M. Kim    | 18 januari 2006   | 15 februari 2006 |
| 37 - 212 | "Fire and Water"                   | Jack Bender       | Edward Kitsis Adam Horowitz           | 25 januari 2006   | 1 mars 2006      |
| 38 - 213 | "The Long Con"                     | Roxann Dawson     | Steven Maeda Leonard Dick             | 8 februari 2006   | 8 mars 2006      |
| 39 - 214 | "One of Them"                      | Stephen Williams  | Damon Lindelof Carlton Cuse           | 15 februari 2006  | 15 mars 2006     |
| 40 - 215 | "Maternity Leave"                  | Jack Bender       | Dawn Lambertsen Kelly Matt Ragghianti | 1 mars 2006       | 22 mars 2006     |
| 41 - 216 | "The Whole Truth"                  | Karen Gaviola     | Elizabeth Sarnoff Christina M. Kim    | 22 mars 2006      | 5 april 2006     |
| 42 - 217 | "Lockdown"                         | Stephen Williams  | Carlton Cuse Damon Lindelof           | 29 mars 2006      | 12 april 2006    |
| 43 - 218 | "Dave"                             | Jack Bender       | Edward Kitsis Adam Horowitz           | 5 april 2006      | 19 april 2006    |
| 44 - 219 | "S.O.S."                           | Eric Laneuville   | Steven Maeda Leonard Dick             | 12 april 2006     | 3 maj 2006       |
| 45 - 220 | "Two for the Road"                 | Paul Edwards      | Elizabeth Sarnoff Christina M. Kim    | 3 maj 2006        | 10 maj 2006      |
| 46 - 221 | "?"                                | Deran Sarafian    | Damon Lindelof Carlton Cuse           | 10 maj 2006       | 17 maj 2006      |
| 47 - 222 | "Three Minutes"                    | Stephen Williams  | Edward Kitsis Adam Horowitz           | 17 maj 2006       | 4 oktober 2006   |
| 48 - 223 | "Live Together, Die Alone #Part 1" | Jack Bender       | Carlton Cuse Damon Lindelof           | 24 maj 2006       | 11 oktober 2006  |
| 49 - 224 | "Live Together, Die Alone #Part 2" | Jack Bender       | Carlton Cuse Damon Lindelof           | 24 maj 2006       | 18 oktober 2006  |

## Säsong 3 - 2006-2007
| Nr | Titel                               | Regissör         | Författare                         | Premiär          | Med svensk text  |
| --- | ----------------------------------- | ---------------- | ---------------------------------- | ---------------- | ---------------- |
| 50 - 301 | "A Tale of Two Cities"              | Jack Bender      | J.J. Abrams Damon Lindelof         | 4 oktober 2006   | 25 oktober 2006  |
| 51 - 302 | "The Glass Ballerina"               | Paul Edwards     | Jeff Pinkner Drew Goddard          | 11 oktober 2006  | 1 november 2006  |
| 52 - 303 | "Further Instructions"              | Stephen Williams | Carlton Cuse Elizabeth Sarnoff     | 18 oktober 2006  | 8 november 2006  |
| 53 - 304 | "Every Man for Himself"             | Stephen Williams | Edward Kitsis Adam Horowitz        | 25 oktober 2006  | 15 november 2006 |
| 54 - 305 | "The Cost of Living"                | Jack Bender      | Alison Schapker Monica Owusu-Breen | 1 november 2006  | 22 november 2006 |
| 55 - 306 | "I Do"                              | Tucker Gates     | Damon Lindelof Carlton Cuse        | 8 november 2006  | 29 november 2006 |
| 56 - 307 | "Not in Portland"                   | Stephen Williams | Carlton Cuse Jeff Pinkner          | 7 februari 2007  | 28 februari 2007 |
| 57 - 308 | "Flashes Before Your Eyes"          | Jack Bender      | Damon Lindelof Drew Goddard        | 14 februari 2007 | 7 mars 2007      |
| 58 - 309 | "Stranger in a Strange Land"        | Paris Barclay    | Elizabeth Sarnoff Christina M. Kim | 21 februari 2007 | 14 mars 2007     |
| 59 - 310 | "Tricia Tanaka is Dead"             | Eric Laneuville  | Edward Kitsis Adam Horowitz        | 28 februari 2007 | 21 mars 2007     |
| 60 - 311 | "Enter 77"                          | Stephen Williams | Carlton Cuse Damon Lindelof        | 7 mars 2007      | 28 mars 2007     |
| 61 - 312 | "Par Avion"                         | Paul Edwards     | Christina M. Kim Jordan Rosenberg  | 14 mars 2007     | 4 april 2007     |
| 62 - 313 | "The Man from Tallahassee"          | Jack Bender      | Drew Goddard Jeff Pinkner          | 21 mars 2007     | 11 april 2007    |
| 63 - 314 | "Exposé"                            | Stephen Williams | Edward Kitsis Adam Horowitz        | 28 mars 2007     | 18 april 2007    |
| 64 - 315 | "Left Behind"                       | Karen Gaviola    | Damon Lindelof Elizabeth Sarnoff   | 1 april 2007     | 25 april 2007    |
| 65 - 316 | "One of Us"                         | Jack Bender      | Carlton Cuse Drew Goddard          | 11 april 2007    | 2 maj 2007       |
| 66 - 317 | "Catch-22"                          | Stephen Williams | Jeff Pinkner Brian K. Vaughan      | 18 april 2007    | 9 maj 2007       |
| 67 - 318 | "S.O.C."                            | Fred Toye        | Edward Kitsis Adam Horowitz        | 25 april 2007    | 16 maj 2007      |
| 68 - 319 | "The Brig"                          | Eric Laneuville  | Damon Lindelof Carlton Cuse        | 2 maj 2007       | 23 maj 2007      |
| 69 - 320 | "The Man Behind the Curtain"        | Bobby Roth       | Elizabeth Sarnoff Drew Goddard     | 9 maj 2007       | 30 maj 2007      |
| 70 - 321 | "Greatest Hits"                     | Stephen Williams | Edward Kitsis Adam Horowitz        | 16 maj 2007      | 6 juni 2007      |
| Charlie skriver ner en lista med livs fem bästa ögonblick och bestämmer sig sedan för att dyka ner till undervattenbelägna Dharmastationen och försöka stänga av störsändningarna som omöjliggjort överlevarnas försök till radiokontakt med omvärlden. |                                     |                  |                                    |                  |                  |
| 71 - 322 | "Through the Looking Glass #Part 1" | Jack Bender      | Carlton Cuse Damon Lindelof        | 23 maj 2007      | 13 juni 2007     |
| 72 - 323 | "Through the Looking Glass #Part 2" | Jack Bender      | Carlton Cuse Damon Lindelof        | 23 maj 2007      | 13 juni 2007     |

## Säsong 4 - 2008
| Nr       | Titel                                | Regissör         | Författare                         | Premiär          | Med svensk text  |
| -------- | ------------------------------------ | ---------------- | ---------------------------------- | ---------------- | ---------------- |
| 73 - 401 | "The Beginning of the End"           | Jack Bender      | Damon Lindelof Carlton Cuse        | 31 januari 2008  | 13 februari 2008 |
| 74 - 402 | "Confirmed Dead"                     | Stephen Williams | Drew Goddard Brian K. Vaughan      | 7 februari 2008  | 20 februari 2008 |
| 75 - 403 | "The Economist"                      | Jack Bender      | Edward Kitsis Adam Horowitz        | 14 februari 2008 | 27 februari 2008 |
| 76 - 404 | "Eggtown"                            | Stephen Williams | Elizabeth Sarnoff Greggory Nations | 21 februari 2008 | 5 mars 2008      |
| 77 - 405 | "The Constant"                       | Jack Bender      | Carlton Cuse Damon Lindelof        | 28 februari 2008 | 12 mars 2008     |
| 78 - 406 | "The Other Woman"                    | Eric Laneuville  | Drew Goddard Christina M. Kim      | 6 mars 2008      | 19 mars 2008     |
| 79 - 407 | "Ji Yeon"                            | Stephen Semel    | Edward Kitsis Adam Horowitz        | 13 mars 2008     | 26 mars 2008     |
| 80 - 408 | "Meet Kevin Johnson"                 | Stephen Williams | Elizabeth Sarnoff Brian K. Vaughan | 20 mars 2008     | 2 april 2008     |
| 81 - 409 | "The Shape of Things to Come"        | Jack Bender      | Brian K. Vaughan Drew Goddard      | 24 april 2008    | 7 maj 2008       |
| 82 - 410 | "Something Nice Back Home"           | Stephen Williams | Edward Kitsis Adam Horowitz        | 1 maj 2008       | 14 maj 2008      |
| 83 - 411 | "Cabin Fever"                        | Paul Edwards     | Elizabeth Sarnoff Kyle Pennington  | 8 maj 2008       | 21 maj 2008      |
| 84 - 412 | "There's No Place Like Home #Part 1" | Stephen Williams | Damon Lindelof Carlton Cuse        | 15 maj 2008      | 28 maj 2008      |
| 85 - 413 | "There's No Place Like Home #Part 2" | Jack Bender      | Carlton Cuse Damon Lindelof        | 29 maj 2008      | 4 juni 2008      |
| 86 - 414 | "There's No Place Like Home #Part 3" | Jack Bender      | Carlton Cuse Damon Lindelof        | 29 maj 2008      | 4 juni 2008      |

## Säsong 5 - 2009
| Nr        | Titel                                  | Regissör         | Författare                          | Premiär          | Med svensk text |
| --------- | -------------------------------------- | ---------------- | ----------------------------------- | ---------------- | --------------- |
| 87 - 501  | "Because You Left"                     | Stephen Williams | Damon Lindelof Carlton Cuse         | 21 januari 2009  | 17 mars 2009    |
| 88 - 502  | "The Lie"                              | Jack Bender      | Edward Kitsis Adam Horowitz         | 21 januari 2009  | 24 mars 2009    |
| 89 - 503  | "Jughead"                              | Rod Holcomb      | Elizabeth Sarnoff Paul Zbyszewski   | 28 januari 2009  | 31 mars 2009    |
| 90 - 504  | "The Little Prince"                    | Stephen Williams | Brian K. Vaughan Melinda Hsu Taylor | 4 februari 2009  | 7 april 2009    |
| 91 - 505  | "This Place Is Death"                  | Paul Edwards     | Edward Kitsis Adam Horowitz         | 11 februari 2009 | 14 april 2009   |
| 92 - 506  | "316"                                  | Stephen Williams | Damon Lindelof Carlton Cuse         | 18 februari 2009 | 21 april 2009   |
| 93 - 507  | "The Life and Death of Jeremy Bentham" | Jack Bender      | Carlton Cuse Damon Lindelof         | 25 februari 2009 | 28 april 2009   |
| 94 - 508  | "LaFleur"                              | Mark Goldman     | Elizabeth Sarnoff Kyle Pennington   | 4 mars 2009      | 5 maj 2009      |
| 95 - 509  | "Namaste"                              | Jack Bender      | Paul Zbyszewski Brian K. Vaughan    | 18 mars 2009     | 12 maj 2009     |
| 96 - 510  | "He's Our You"                         | Greg Yaitanes    | Edward Kitsis Adam Horowitz         | 25 mars 2009     | 19 maj 2009     |
| 97 - 511  | "Whatever Happened, Happened"          | Bobby Roth       | Carlton Cuse Damon Lindelof         | 1 april 2009     | 26 maj 2009     |
| 98 - 512  | "Dead Is Dead"                         | Stephen Williams | Brian K. Vaughan Elizabeth Sarnoff  | 8 april 2009     | 2 juni 2009     |
| 99 - 513  | "Some Like It Hoth"                    | Jack Bender      | Melinda Hsu Taylor Greggory Nations | 15 april 2009    | 2 juni 2009     |
| 100 - 514 | "The Variable"                         | Paul Edwards     | Edward Kitsis Adam Horowitz         | 29 april 2009    | 9 juni 2009     |
| 101 - 515 | "Follow the Leader"                    | Stephen Williams | Paul Zbyszewski Elizabeth Sarnoff   | 6 maj 2009       | 9 juni 2009     |
| 102 - 516 | "The Incident #Part 1"                 | Jack Bender      | Damon Lindelof Carlton Cuse         | 13 maj 2009      | 16 juni 2009    |
| 103 - 517 | "The Incident #Part 2"                 | Jack Bender      | Damon Lindelof Carlton Cuse         | 13 maj 2009      | 16 juni 2009    |

## Säsong 6 - 2010
| Nr        | Titel                  | Regissör          | Författare                                    | Premiär          | Med svensk text |
| --------- | ---------------------- | ----------------- | --------------------------------------------- | ---------------- | --------------- |
| 104 - 601 | "LA X #Part 1"         | Jack Bender       | Damon Lindelof Carlton Cuse                   | 2 februari 2010  | 30 mars 2010    |
| 105 - 602 | "LA X #Part 2"         | Jack Bender       | Damon Lindelof Carlton Cuse                   | 2 februari 2010  | 7 april 2010    |
| 106 - 603 | "What Kate Does"       | Paul Edwards      | Edward Kitsis Adam Horowitz                   | 9 februari 2010  | 14 april 2010   |
| 107 - 604 | "The Substitute"       | Tucker Gates      | Elizabeth Sarnoff Melinda Hsu Taylor          | 16 februari 2010 | 21 april 2010   |
| 108 - 605 | "Lighthouse"           | Jack Bender       | Carlton Cuse Damon Lindelof                   | 23 februari 2010 | 28 april 2010   |
| 109 - 606 | "Sundown"              | Bobby Roth        | Paul Zbyszewski Graham Roland                 | 2 mars 2010      | 5 maj 2010      |
| 110 - 607 | "Dr. Linus"            | Mario Van Peebles | Edward Kitsis Adam Horowitz                   | 9 mars 2010      | 12 maj 2010     |
| 111 - 608 | "Recon"                | Jack Bender       | Elizabeth Sarnoff Jim Galasso                 | 16 mars 2010     | 19 maj 2010     |
| 112 - 609 | "Ab Aeterno"           | Tucker Gates      | Melinda Hsu Taylor Greggory Nations           | 23 mars 2010     | 26 maj 2010     |
| 113 - 610 | "The Package"          | Paul Edwards      | Paul Zbyszewski Graham Roland                 | 30 mars 2010     | 2 juni 2010     |
| 114 - 611 | "Happily Ever After"   | Jack Bender       | Carlton Cuse Damon Lindelof                   | 6 april 2010     | 9 juni 2010     |
| 115 - 612 | "Everybody Loves Hugo" | Daniel Attias     | Edward Kitsis Adam Horowitz                   | 13 april 2010    | 16 juni 2010    |
| 116 - 613 | "The Last Recruit"     | Stephen Semel     | Paul Zbyszewski Graham Roland                 | 20 april 2010    | 23 juni 2010    |
| 117 - 614 | "The Candidate"        | Jack Bender       | Elizabeth Sarnoff Jim Galasso                 | 4 maj 2010       | 30 juni 2010    |
| 118 - 615 | "Across the Sea"       | Tucker Gates      | Damon Lindelof Carlton Cuse                   | 11 maj 2010      | 7 juli 2010     |
| 119 - 616 | "What They Died For"   | Paul Edwards      | Edward Kitsis Adam Horowitz Elizabeth Sarnoff | 18 maj 2010      | 14 juli 2010    |
| 120 - 617 | "The End #Part 1"      | Jack Bender       | Damon Lindelof Carlton Cuse                   | 23 maj 2010      | 21 juli 2010    |
| 121 - 618 | "The End #Part 2"      | Jack Bender       | Damon Lindelof Carlton Cuse                   | 23 maj 2010      | 21 juli 2010    |

### Fotnoter
1. ↑  ”Lost” (på engelska). TV.Com. Arkiverad från originalet den 29 mars 2017. https://web.archive.org/web/20170329214753/http://www.tv.com/shows/lost/. Läst 25 januari 2017.